# 鄧淳薫
鄧淳薫（2000年9月27日—），台灣女子羽球選手，目前為臺北市立大學學生。

## 簡歷
鄧淳薫與李子晴從小就是羽球女雙搭檔，二人在國中時期已在全國羽球排名賽中拿得乙組第一，順利升上甲組，在台東全中運中又在一局未失的情況下拿得冠軍。大同高中教練林峻永認為，二人的身體素質比一般同年齡選手突出，兩人球路與個性互補，李子晴較為主動，鄧淳薫則以補攻為主。
2017年8月，鄧淳薫出戰懷卡托羽毛球國際賽，與李子晴合作在女子雙打比賽決賽中以2比0（21-16、21-19）擊敗同樣來自台灣的鄭育沛/梁家溦，獲兩人搭配以來在國際成人賽的第一個冠軍。
2019年1年，鄧淳薫與李子晴在第1次全國羽球排名賽女子雙打甲組決賽以2比1（21-18、17-21、21-11）戰勝土銀選手張淨惠/楊景惇，奪得生涯首座排名賽冠軍，兩人亦成為賽史首對奪得女雙冠軍的高中組合。

## 主要比賽成績
| 年份   | 賽事                         | 公開賽級別 | 項目     | 搭檔   | 成績   |
| ------ | ---------------------------- | ---------- | -------- | ------ | ------ |
| 2017年 | 懷卡托羽毛球國際賽           | 國際系列賽 | 女子雙打 | 李子晴 | 冠軍   |
| 2017年 | 懷卡托羽毛球國際賽           | 國際系列賽 | 混合雙打 | 葉宏蔚 | 亞軍   |
| 2017年 | 雪梨羽毛球國際賽             | 國際系列賽 | 混合雙打 | 葉宏蔚 | 冠軍   |
| 2018年 | 斯洛伐克羽毛球公開賽         | 未來系列賽 | 女子雙打 | 李子晴 | 冠軍   |
| 2018年 | 斯洛伐克羽毛球公開賽         | 未來系列賽 | 混合雙打 | 葉宏蔚 | 冠軍   |
| 2018年 | 葡萄牙羽毛球國際賽           | 國際系列賽 | 女子雙打 | 李子晴 | 冠軍   |
| 2018年 | 葡萄牙羽毛球國際賽           | 國際系列賽 | 混合雙打 | 葉宏蔚 | 準決賽 |
| 2022年 | 斯洛伐克羽毛球公開賽         | 未來系列賽 | 女子雙打 | 李佳馨 | 冠軍   |
| 2022年 | 波蘭羽毛球公開賽             | 國際挑戰賽 | 女子雙打 | 李佳馨 | 亞軍   |
| 2022年 | 奧地利羽毛球公開賽           | 國際系列賽 | 女子雙打 | 李佳馨 | 冠軍   |
| 2022年 | 波恩羽毛球國際賽賽           | 未來系列賽 | 女子雙打 | 李佳馨 | 準決賽 |
| 2022年 | 加拿大羽球公開賽             | 超級100賽  | 女子雙打 | 李佳馨 | 準決賽 |
| 2022年 | 本迪戈羽毛球國際賽           | 國際挑戰賽 | 女子雙打 | 李佳馨 | 冠軍   |
| 2022年 | 北港羽毛球國際賽             | 國際挑戰賽 | 女子雙打 | 李佳馨 | 準決賽 |
| 2022年 | 澳洲羽毛球公開賽             | 超級300賽  | 女子雙打 | 李佳馨 | 準決賽 |
| 2023年 | 台北羽球公開賽               | 超級300賽  | 女子雙打 | 李佳馨 | 準決賽 |
| 2023年 | 夏季世界大學運動會羽毛球比賽 | 其他       | 混合團體 | －     | 金牌   |
| 2023年 | 夏季世界大學運動會羽毛球比賽 | 其他       | 混合雙打 | 李芳至 | 銀牌   |
| 2024年 | 西班牙羽毛球大師賽           | 超級300賽  | 女子雙打 | 李佳馨 | 準決賽 |
| 2024年 | 高雄羽球大師賽               | 超級100賽  | 女子雙打 | 林芷均 | 準決賽 |

| 2007-2017年 | 首要超級賽 | 超級賽 | 黃金大獎賽 | 大獎賽 | 國際挑戰賽 | 國際系列賽 | 未來系列賽 | 其他 |

| 2018-2026年 | 總決賽 | 超級1000賽 | 超級750賽 | 超級500賽 | 超級300賽 | 超級100賽 | 國際挑戰賽 | 國際系列賽 | 未來系列賽 | 其他 |

### 奧運會和世錦賽參賽紀錄
|          | 搭檔   | 2023 |
| -------- | ------ | ---- |
| 女子雙打 | 李佳馨 | 32強 |